# Jursitzky
Jursitzky ist der Name eines alten polnischen Adelsgeschlechts. 1404 wurde Watzlaw Jursitzky in die Krakauer Adelsmatrikel unter dem Wappen Topór eingetragen.

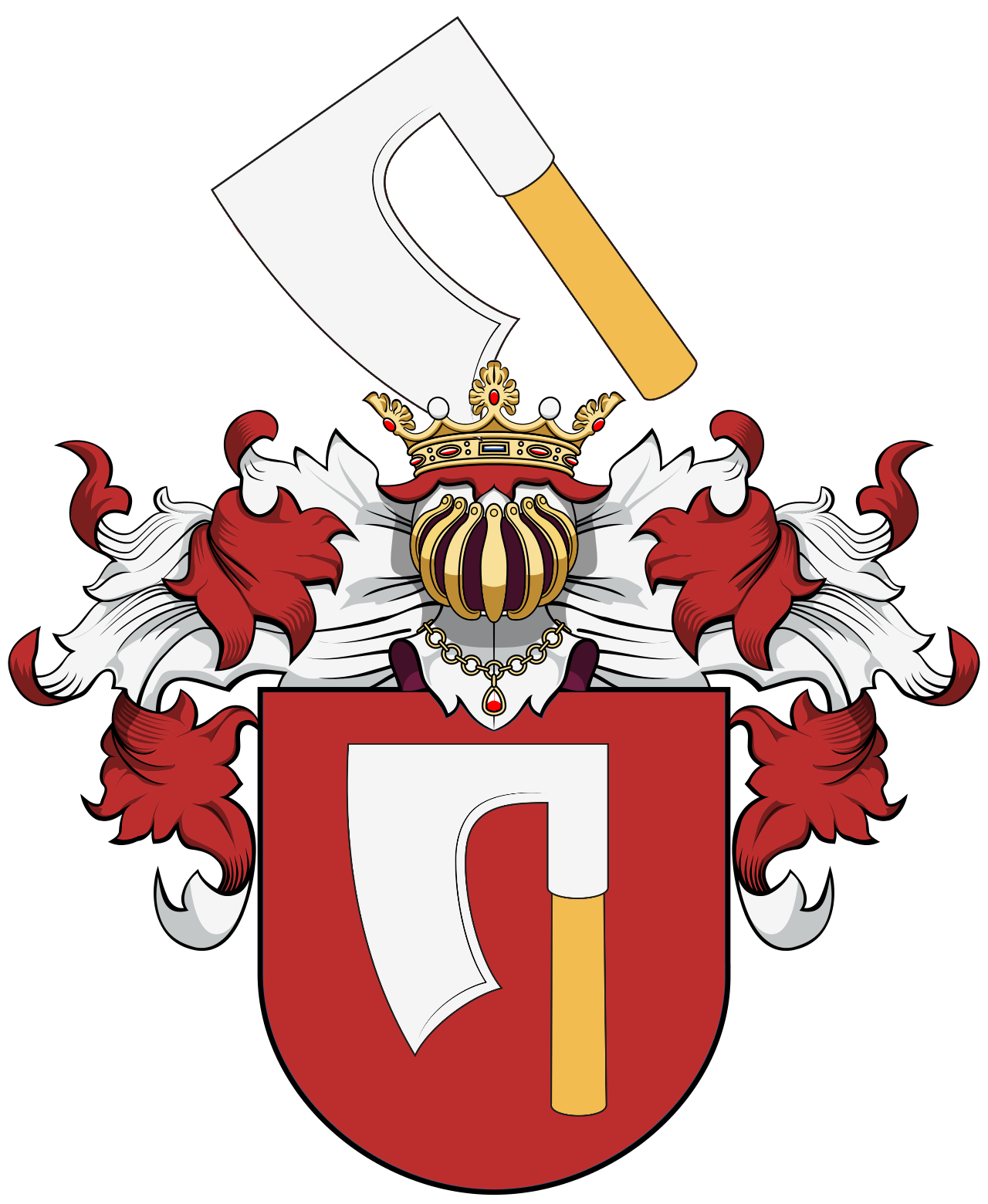
Das Wappen der Topór

## Wappen
Die Familie gehört zur Wappenfamilie Topór, d. h. dasselbe Wappen wird bzw. wurde mit unterschiedlicher Helmzier auch von anderen Familien aus derselben Region (Wappengemeinschaft) geführt. Einzelne Familienmitglieder sind unter den Wappen Nowina, Strzemię und dem Wappen Radwan verzeichnet.

## Name
Der ursprüngliche Familienname „Jurczycki z Jurczyc“ leitet sich vom Vornamen Georg (slawisch Juri) ab und bedeutet Sohn des Georgs (Jurczycki). Über die Jahrhunderte wandelte sich der Name, entsprechend der Macht- und Sprachverhältnisse in Schlesien in die deutsche Version Jursitzky.

## Herkunft
Der Stammsitz war Jurczyce (deutsch: Georgendorf), ein Ortsteil der Gemeinde Skawina in Großpolen. Die Familie nahm, nach ihren Besitzungen in Jurczyce, den Namen Jurczycki an.
Wie viele polnische Adelsfamilien sind die Grafen von Jursitz im 17. Jahrhundert verarmt.
Der Stammsitz in Georgendorf wurde 1795 an die Familie Haller verkauft. Auf Jurczyce wurde der polnische General Józef Haller von Hallenburg geboren.

## Namensträger
- Moritz Jursitzky (1861–1936), österreichischer Schriftsteller
- Wilhelm Jursitzky (1896–1944 hingerichtet), österreichischer Widerstandskämpfer
- Bruno Jursitzky (1898–1944 hingerichtet), österreichischer Widerstandskämpfer